# Etersoft
«Этерсофт» (Etersoft)  — российская компания, занимающаяся разработкой проприетарного программного обеспечения для перехода с Microsoft Windows на Linux и свободные программы.

## История
- 2003 — компания Etersoft основана группой Linux-разработчиков для создания программных решений на базе операционной системы ALT Linux[2].
- 2006 — компания выпустила программное решение WINE@Etersoft, позволяющее работать с Windows-приложениями на платформе GNU/Linux[3].
- 2007 — WINE@Etersoft был включён в дистрибутив Mandriva Linux 2007 Spring[4].
- 2008 — за проект WINE@Etersoft компания получила премию CNews AWARDS[5]. WINE@Etersoft был включен в состав сертифицированного ФСТЭК дистрибутива ALT Linux 4.0 Desktop Professional.
- 2008 — выпущен транслятор SQL-запросов SELTA@Etersoft 1.0, позволяющий использовать свободную СУБД PostgreSQL вместо коммерческого MS SQL[6].
- 2008 — компания Etersoft участвовала в доработке эталонного Пакета Свободного Программного Обеспечения для российских школ в части создания среды функционирования Windows-приложений Wine School в школьном дистрибутиве Linux[7].
- 2010 — для портирования российской САПР КОМПАС-3D выпущен WINE@Etersoft CAD 1.1[8].
- 2010 — выпущен бесплатный для школ Российской Федерации продукт WINE@Etersoft School, ориентированный на запуск в Linux образовательных приложений. Продукт позволяет, в частности, использовать программы на платформе 1С:Предприятие 7.7 в популярных в школах Linux-системах[9].
- 2011 — компания вошла в состав участников ТП НПП и в состав инициативной группы по секции «Программная и системная инженерия»[10].
- 2011 — выпущена новая версия продукта WINE@Etersoft 2.0, важным изменением в которой стала поддержка сертификатов защиты КриптоПро[11]. Кроме того, локальная версия WINE@Etersoft стала бесплатной для некоммерческого использования, а для версии WINE@Etersoft Network была выпущена образовательная лицензия, бесплатная для учебных заведений России, Украины, Беларуси и Казахстана[12].

## Основные разработки
- WINE@Etersoft — программный продукт, основанный на свободном проекте Wine, позволяющий работать с популярными российскими Windows-приложениями (такими, как 1С:Предприятие, Консультант, Гарант, КОМПАС-3D) на операционных системах семейства GNU/Linux, FreeBSD, Solaris[3].
- SELTA@Etersoft — универсальный транслятор SQL-запросов, позволяющий работать со свободной СУБД PostgreSQL в программах, использующих коммерческую MS SQL, например, 1С:Предприятие 7.7[13].
- UniOffice@Etersoft — транслятор COM-объектов MS Office, позволяет использовать OpenOffice в приложениях, производящих выгрузку в MS Office[14].
- RX@Etersoft — терминальный сервер и клиент на основе NX и freeNX[15].
- LINUX@Etersoft — дистрибутив Linux, основанный на последней стабильной версии ALTLinux, включает в себя продукты Etersoft и все необходимые настройки[16].
- Postgre@Etersoft — версия PostgreSQL, ориентированная на работу с 1С:Предприятие 7.7 и 8.1[17].
- Tartarus@Etersoft — интегрированная среда сетевых сервисов[18].
- Korinf — система сборки пакетов из одного исходника под различные целевые операционные системы[19][20].
- Автоматизированные системы управления промышленными объектами.

## Реализованные проекты по темеАСУ
- 2004 — разработка программного имитатора цифровых интерфейсов (для ЦНИИ «Электроприбор»).
- 2005—2007 — проектирование системы обработки и предоставления информации для системы ограничения грузоподъемности плавкрана «Волгарь».
- 2006—2007 — работы по ремонту и доработке программного и аппаратного обеспечения системы управления штанкетными подъёмами для Мариинского театра.
- 2007 — проектирование программного обеспечения устройств СПЕКТР-7 и ПОЛОСА-7 по техническим заданиям ИМФ ПЭТ (Инновационного молодёжного фонда «Подземные электрические технологии») для внутрисуточного оперативного прогноза сейсмо-катастрофы «Корякия-Симушир»[21].
- 2006—2007 — разработка программного обеспечения интерфейса оператора местного поста и системы верхнего уровня управления преобразователем частоты.
- 2008—2009 — проектирование и разработка программного обеспечения для интегрированной системы управления техническими средствами (ИСУ ТС), системы управления судовой электростанции (СУ СЭС) и системы управления гребной электрической установкой (СУ ГЭУ).
- 2009 — проектирование и разработка программного обеспечения интерфейса оператора местного поста управления преобразователем частоты.

## Общественная деятельность
Сотрудники компании принимают участие в разработке отечественного репозитория Сизиф, участвуют в конференции разработчиков свободных программ, LVEE Winter входят в состав ALT Linux Team.
Компания Etersoft являлась спонсором конференции FOSS Fest 2010